# Агне Грудіте
Агне Грудіте (лит. Agnė Grudytė; 9 липня 1986, Шяуляй, Литовська РСР) — литовська кіноакторка та телеведуча.

## Біографія
Народилася 9 липня 1986 року в місті Шяуляй Литовської РСР, але періодично гостювала у родичів у селі Кальтіненай. З ранніх років багато часу віддавала заняттям спортом.
Артистизм і вокальні дані проявила в ранньому віці. В дитячому садку взяла участь у дитячому пісенному конкурсі Dainų dainelė [Архівовано 29 січня 2020 у Wayback Machine.] (укр. Пісня-пісенька), який є найстаршим у Литві. Пізніше співала в ансамблі «En-den-du» під керівництвом Вадима Камразера. Як вона згодом стверджувала, її кумиром був співак Роббі Вільямс. Крім співу, паралельно навчалася грі на музичних інструментах: канклес і піаніно. У старших класах навчалася в Шяуляйській університетській гімназії. Після її закінчення вступила до Шяуляйського університету на факультет мистецтва, який закінчила за спеціальністю «Естрадне мистецтво». Вступила з першого разу, маючи всі необхідні знання, вокальні дані та яскраву зовнішність.
У 22 роки одружилася, до початку роботи у серіалі «Літо в Найсяй» завагітніла; народила доньку Єву. Через високу популярність і щільну зайнятість Грудіте шлюб розпався, акторка залишилася з 6-місячною донькою. Через півтора року одружилася вдруге.

## Кар'єра
Почавши працювати на телеканалі TV3 2010 року, Агне Грудіте несподівано отримала запрошення на одну з основних ролей телесеріалу «Літо в Найсяй». Серіал став дуже популярним і знімався аж до 2015 року, в Грудіте назвали потенційним секс-символом Литви. 
У 2012 році вона знялася в романтичній комедії «Один Валентин» (але частіше використовується вільний переклад назви фільму — «День святого Валентина»), в яку увійшов ряд еротичних сцен, ряд ЗМІ назвав картину найбільш еротичним литовським фільмом року. Також 2012 року Грудіте знялася у грузино-литовському телесеріалі «Винний шлях», завдяки чому стала відома і в Грузії. Протягом двох наступних років знялася в ще двох іноземних проектах — українському телесеріалі «Нюхач» і російському фільмі-катастрофі «Екіпаж».
Агне Грудіте танцює і співає, грає на фортепіано, катається на велосипеді і лижах, їздить верхи. Крім литовської, володіє російською та англійською мовами.

## Роботи

### Телеведуча
- Šeimų dainos
- Auksiniai svogūnai
- Vaikų balsas

## Нагороди
- 2010 року зірку серіалу «Літо в Найсяях» назвали секс-символом країни.
- 2011 та 2012 року Агне Грудіте була визнана кращою акторкою року.
- Неодноразово входила до рейтингу найкрасивіших жінок Литви: 2011 року посіла 10-е місце, за 2012 рік — 18-те.
- У січні 2016 року журнал «Etiquette» розмістив на обкладинці 10 відомих литовських жінок сучасності, в число яких увійшла Агне Грудіте.